# Silvanus costatus
Silvanus costatus is een keversoort uit de familie spitshalskevers (Silvanidae). De wetenschappelijke naam van de soort werd in 1869 gepubliceerd door Edouard Steinheil.